# أرموند أرمستيد
أرموند أرمستيد (بالإنجليزية: Armond Armstead)‏ هو لاعب كرة قدم أمريكية أمريكي، ولد في 3 أغسطس 1990 في ساكرامنتو في الولايات المتحدة.

## وصلات خارجية
- أرموند أرمستيد على موقع مرجع كرة القدم المحترفة.كوم (الإنجليزية)